# Клайнкаль
Клайнкаль (нем. Kleinkahl) — община в Германии, в земле Бавария, на реке Клайне-Каль.
Подчиняется административному округу Нижняя Франкония. Входит в состав района Ашаффенбург. Население составляет 1869 человек (на 31 декабря 2010 года). Занимает площадь 11,86 км².
Община подразделяется на 5 сельских округов.

## Население
По оценке на 31 декабря 2015 года население общины Клайнкаль составляет 1827 чел. 

| Дата      | 1840 | 1871 | 1900 | 1925 | 1939 | 1950 | 1961 | 1970 | 1987 | 2011 |
| --------- | ---- | ---- | ---- | ---- | ---- | ---- | ---- | ---- | ---- | ---- |
| Население | 1284 | 1076 | 973  | 1171 | 1258 | 1576 | 1469 | 1608 | 1582 | 1832 |

| Год       | 1960 | 1970 | 1980 | 1990 | 2000 | 2009 | 2010 | 2011 | 2012 | 2013 | 2014 | 2015 |
| --------- | ---- | ---- | ---- | ---- | ---- | ---- | ---- | ---- | ---- | ---- | ---- | ---- |
| Население | 1442 | 1627 | 1642 | 1652 | 1876 | 1882 | 1869 | 1828 | 1821 | 1825 | 1806 | 1827 |